# GO 4 BROKE
GO 4 BROKE（ゴー・フォー・ブローク）は、餓鬼レンジャーの5枚目のアルバムである。

## 概要
- 餓鬼レンジャーのメジャー・4thアルバムである。前作から1年5ヶ月ぶりの発売となった。
- 収録曲数は18曲、収録時間は約55分と、コンパクトな作品だった前作の『ラッキー・ボーイズ』に比べるとボリュームがアップしている。
- 客演にはKREVA、AMIDA（EVISBEATS名義でトラックも提供している。）、HI-D、ahhco（現在はHeartbeatに改名）、KEN-1-RAWなどが参加。また、KEN-1-RAWは『UPPER JAM』から4作連続で参加している。
- 今作品をリリース後、2010年に『Japanese Chin ~貝より犬より椅子になりたい~』を配信限定でリリースしたこと以外、目立った活動が無かった餓鬼レンジャーだったが、2013年にベストアルバム『Weapon G』をリリースし約8年ぶりに本格的な活動を再開することが発表された。

## 収録曲
1. EXCITING RAP 1,2,3
lyric:Pocyomkin、Yoshi / music:刃頭
2. ROLL WIT' THA FLAVA
lyric:Yoshi、KEN-1-RAW、SHINGO☆西成、Pocyomkin、MISTA O.K.I / music:HIGH SWITCH、GREEN PEEACE
ポチョムキンが所属するグループ『DOSMOCCOS』と、YOSHIが所属するグループ『ULTRA NANIWATIC MC'S』の共作である。
3. HELL MAD'AM feat.ahhco
lyric:Pocyomkin、Yoshi / music:GREEN PEEACE
4. ラップおじいちゃん feat.AMIDA、KREVA
lyric:Pocyomkin、Yoshi、AMIDA、KREVA / music:EVISBEATS
5. フィンガー・テクニック High Switch
music:HIGH SWITCH
6. クチコミ6000000000
lyric:Yoshi、Pocyomkin、HIGH SWITCH / music:HIGH SWITCH
7. LIGHT, CAMERA, ACTION
lyric:Pocyomkin、Yoshi、HIGH SWITCH / music:HIGH SWITCH
PVが存在する。
8. GO☆GO☆フィエスタ
lyric:Pocyomkin、Yoshi / music:HIGH SWITCH
9. 芋茎の涙
lyric:Pocyomkin / music:GREEN PEEACE
10. 國山國蔵
lyric:Pocyomkin、Yoshi / music:GREEN PEEACE
11. 内なる火
lyric:Pocyomkin、Yoshi、HIGH SWITCH / music:HIGH SWITCH
12. それいけ! NEET君
lyric:Yoshi、Pocyomkin / music:EVISBEATS
13. Ahhhh!
music:GREEN PEEACE
14. GO FOR BROKE feat.NG HEAD
lyric:Yoshi、Pocyomkin、NG HEAD / music:GREEN PEEACE
PVが存在する。
15. LIGHT UP
lyric:Pocyomkin、KEN-1-RAW / music:DJ MO-RIKI
DOSMOCCOS名義の曲。
16. SHALL WE DANCE ?
lyric:Yoshi、Pocyomkin / music:GREEN PEEACE
17. Up in the sky feat.HI-D
lyric:Yoshi、Pocyomkin、HIGH SWITCH / music:GREEN PEEACE
18. #508 feat.ahhco
lyric:Yoshi / music:GREEN PEEACE